# Satish Kaushik
Satish Kaushik (Satish Kumar Kaushik ur. 13 kwietnia 1956 w Delhi, zm. 8 marca 2023 w Gurgaon) – indyjski aktor i reżyser. Gra w filmach i w teatrze. Wyreżyserował film z Salmanem Khanem Tere Naam (nominacja do Nagrody Filmfare dla Najlepszego Reżysera). Reżyserować zaczął jako asystent Shekhara Kapura w Masoom w 1983 roku. Tam też zadebiutował jako aktor.

## Życiorys
Najbardziej znane role to 'Calendar' w Mr. India i 'Chanu Ahmed' w angielskim filmie Brick Lane (2007). Dwukrotnie nagrodzony Nagroda Filmfare dla Najlepszego Aktora Komediowego – w 1990 za film Ram Lakhan i w 1997 za Saajan Chale Sasural.
Jako aktor teatralny znany z roli Willy’ego Lomana w sztuce w hindi Salesman Ramlal, adaptacji Arthura Millera Śmierć komiwojażera.
Napisał dialogi do klasycznej już komedii Kundana Shaha Jaane Bhi Do Yaaron (1983).
W latach 1972–75 uczył się w Kirori Mal College w New Delhi. W 1978 roku ukończył National School of Drama (NSD), w New Delhi, potem studiował w Film and Television Institute of India w Pune. Obecnie jest członkiem Azjatyckiej Akademii Filmu i Telewizji (Asian Academy Of Film & Television).

## Filmografia

### Aktor
- Chatur Singh Two Star (2009) (w produkcji)
- Love Ka Tadka (2009) (w produkcji)
- niezatytułowany jeszcze film drogi (2009) (w produkcji)
- Road, Movie (2009) ... Om
- God Tussi Great Ho (2008) .... Bholaram Sachha - premier
- Dhoom Dadakka (2008) .... Johnny English
- Kuch Khatta Kuch Meetha (2007)
- Brick Lane (2007) .... Chanu Ahmed
- Migration (2007)
- Shoonya (2006) .... Rasiklal Chaddha
- Umar (2006) .... Rajpal Singh
- Khullam Khulla Pyaar Karen (2005) .... R.t. Manghnani
- Wajahh: A Reason to Kill (2004) .... inspektor Bholenath
- Aabra Ka Daabra (2004) .... Dilbaug Singh/Jadugar Pyaara Singh
- Out of Control (2003) .... Mango
- Tehzeeb (2003) .... Kamal Choksi
- Calcutta Mail (2003) .... Sujan Singh
- Miłosne manewry (2002) .... Pappu Pager
- Kyo Kii... Main Jhuth Nahin Bolta (2001) .... Mohan
- Hamara Dil Aapke Paas Hai (2000) .... Jo-Jo Goel
- Tera Jadoo Chal Gayaa (2000) .... poborca podatkowy
- Chal Mere Bhai (2000)
- Hadh Kar Di Aapne (2000) .... Prakash Choudhury
- Papa the Great (2000) .... Chutki Prasad
- Dulhan Hum Le Jayenge (2000) .... śmiejący się inspektor (gościnnie)
- Haseena Maan Jaayegi (1999) .... Kunj Biharilal
- Rajaji (1999) .... Shaadilal
- Aa Ab Laut Chalen (1999) .... Chaurasia
- Bade Dilwala (1999)
- Hum Aapke Dil Mein Rehte Hain (1999) .... Nathu
- Pardesi Babu (1998) .... Harpal 'Happy' Singh
- Bade Miyan Chote Miyan (1998) .... Sharafat Ali
- Gharwali Baharwali (1998) .... Jumbo
- Aunty No. 1 (1998) .... p. Pareshan
- Qila (1998) .... Ghanya Seth
- Chhota Chetan (1998) .... Professor Chashmish
- Mr. & Mrs. Khiladi (1997) .... Chanda Mama
- Deewana Mastana (1997) .... Pappu Pager
- Mere Sapno Ki Rani (1997) .... Ram Nehle
- Dil Ke Jharoke Main (1997) .... Mac/Mohan Pahariya
- Ghoonghat (1997)
- Gudgudee (1997) .... Ravindranath 'Ravi'
- Saajan Chale Sasural (1996) .... Mutthu Swamy
- Andaz (1994) .... Panipuri Sharma
- Sardar (1993)
- Vishkanya (1991) .... Lala Lachiram Chaudhary
- Maut Ki Sazaa (1991) .... Girdhari (adwokat)
- Jamai Raja (1990) .... Bankhe Bihari Chaturvedi /BBC
- Swarg (1990) .... Adda/Chaddha
- Awaargi (1990) .... Azaada przyjaciel
- Taqdeer Ka Tamasha (1990)
- Aag Se Khelenge (1989) .... inspektor Pardesi
- Prem Pratigyaa (1989) .... Charan
- Joshilaay (1989)
- Vardi (1989)
- Daddy (1989/I) (TV)
- Ram Lakhan (1989) .... Kashiram
- Ek Naya Rishta (1988)
- Thikana (1987) .... Chakradhari (właściciel herbaciarni)
- 'Kaash' (1987) .... Jagan (gościnnie)
- Mr India (1987) .... Calendar
- Jalwa (1987) .... Havaldar Ramu Ghadiali
- Susman (1987)
- Saagar (1985) .... Batuk Lal
- Mohabbat (1985)
- Utsav (1984)
- Jaane Bhi Do Yaaro (1983) .... Ashok
- Woh 7 Din (1983) .... Kishan (sprzedawca kwiatów)
- Mandi (1983) .... Councillor
- Masoom (1983)

### Reżyser
- Milenge Milenge (2009) (w produkcji)
- Karzzzz (2008)
- Shaadi Se Pehle (2006)
- Vaada (2005)
- Malini Iyer (2004) TV serial
- Tere Naam (2003)
- Badhaai Ho Badhaai (2002)
- Mujhe Kucch Kehna Hai (2001)
- Hamara Dil Aapke Paas Hai (2000)
- Hum Aapke Dil Mein Rehte Hain (1999)
- Prem (1995)
- Roop Ki Rani Choron Ka Raja (1993)

### Scenarzysta
- Shaadi Se Pehle (2006)
- Jaane Bhi Do Yaaro (1983) (dialogi)

### Producent
- Badhaai Ho Badhaai (2002) (producent)
- Mr India (1987) (koproducent)